# 사우전드오크스 총기 난사 사건
2018년 11월 7일 미국 캘리포니아주 사우전드오크스의 술집 보더라인 바 앤드 그릴(Borderline Bar and Grill)에서 총기 난사 사건이 발생하였다. 범인, 경찰관을 포함하여 총 13명이 사망하였다.

## 사건
오후 11시 20분경, 수염난 문신 남성이 45 구경의 글록 21 반자동 권총으로 건물 외부에 경비원을 쐈다. 그는 술집 내부로 들어가기 전에 다른 경비원과 직원들을 쏘고 약 30발을 발사하여 발연통을 던졌다. 내부에는 200명이 넘는 손님이 있었고, 술집은 정기적으로 칼리지 컨트리 나이트(College Country Night) 행사가 열리고 있었으며, 페퍼다인 대학교와 캘리포니아 주립 대학교 채널 아일랜드 학생들에게 특히 인기가 있었다.
첫 911의 전화를 받은 지 3분 후, 벤투라 군 보안관 소속 론 헬러스와 캘리포니아 고속도로 순찰관이 현장에 도착했다. 건물에서 들어오는 총소리가 들리자, 헬러스가 안으로 들어가자 괴한에게 즉시 총격을 당했다. 고속도로 순찰대 장교는 헬러스를 밖으로 끌고 갔지만 몇 시간 후 부상으로 사망했다. SWAT과 기타 지원 경찰관은 곧 현장에 도착했다.
경찰관들이 건물에 들어간 후, 진입로 옆에 있는 사무실에서 총상으로 자살한 괴한의 시체가 발견되었다.

## 희생자
사망한 희생자는 대학생 11명과 경찰관 론 헬러스(Ron Helus)이다. 론 헬러스는 현장에서 처음으로 응급 구조 대원이었으며, 피해자의 대다수는 20대 청년이었다.

## 범인
총격 사건 몇 시간 후, 벤투라 군 보안관인 제프 딘(Geoff Dean)은 사우전드오크스 뉴버리파크에 거주하는 미국 해병대의 퇴역군인인 이언 데이비드 롱으로 확인하였다. 그의 총은 합법적으로 구매되었다. 롱의 이웃은 군대를 다녀온 후 외상 후 스트레스 장애를 앓고 있으며 "총을 가지고 무엇을 하고 있는지 전혀 모른다"고 주장했다. 총격전에 앞서 롱은 어머니와 함께 살고 있었다.